# 19 janvier 1934
Le vendredi 19 janvier 1934 est le 19e jour de l'année 1934.

## Naissances
- Bernard Lenteric (mort le 25 mars 2009), écrivain français
- John Richardson, acteur britannique
- Klaas Gubbels, artiste peintre néerlandais
- Lloyd Robertson, journaliste canadien
- Roger Dupuy, historien français

## Décès
- Armand Parent (né le 5 février 1863), violoniste et compositeur belge
- Charles Lindley Wood (né le 7 juin 1839), homme politique anglais
- Georges Richou (né le 28 novembre 1850), administrateur de sociétés, l'un des fondateurs de la revue le Génie Civil

## Événements
- Fin de la XXVIIIe législature du royaume d'Italie